# انرژیاس دی پرتغال

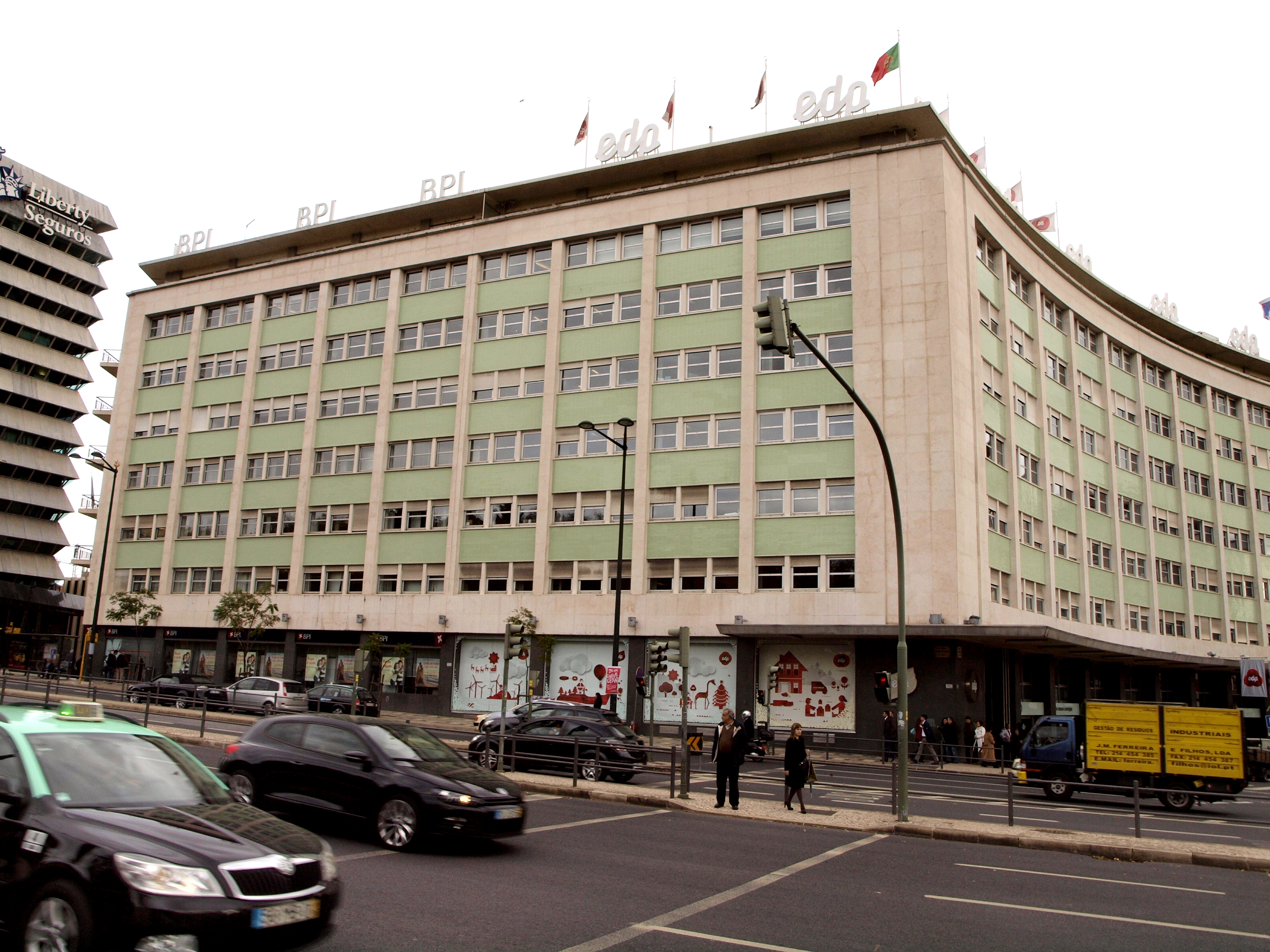
دفتر مرکزی انرژیاس دی پرتغال، در لیسبون

انرژیاس دی پرتغال (به پرتغالی: Energias de Portugal) شرکت برق پرتغالی است، که به‌عنوان یکی از بزرگترین اپراتورهای برق اروپا شناخته می‌شود.
این شرکت در زمینه تولید، توزیع و انتقال برق، همچنین احداث خطوط لوله انتقال گاز طبیعی فعالیت می‌کند.
شرکت انرژیاس دی پرتغال در سال ۱۹۷۶ توسط دولت پرتغال تأسیس شد و امروزه دارای عملیات در کشورهای پرتغال، اسپانیا، فرانسه، ایالات متحده آمریکا، بلژیک، لهستان، رومانی و برزیل می‌باشد.
انرژیاس دی پرتغال، برق موردنیاز خود را از طریق نیروی برق‌آبی، سوخت‌های سنگواره‌ای، انرژی‌های تجدیدپذیر، انرژی نو و توان بادی تأمین می‌کند.
دفتر مرکزی این شرکت در شهر لیسبون، پرتغال قرار دارد و بخشی از سهام آن در بازار بورس یورونکست لیسبون معامله می‌شود.
شرکت انرژیاس دی پرتغال در سال ۲۰۱۱ در فهرست فوربز جهانی ۲۰۰۰ در رتبه ۲۳۹ از بزرگترین شرکت‌های عمومی جهان قرار داشت. بزرگترین سهام‌داران این شرکت، دولت پرتغال، شرکت نفتی سوناطراک و شرکت ایبردرولا می‌باشند.